# Thomas Greminger
Thomas Greminger (ur. 22 kwietnia 1961 w Lucernie) – szwajcarski dyplomata, od 2017 do 2020 sekretarz generalny Organizacji Bezpieczeństwa i Współpracy w Europie (OBWE).

## Życiorys
Urodził się w Lucernie, wychowywał się w Adliswil. Absolwent Uniwersytetu Zuryskiego, uzyskał doktorat z zakresu historii. Uzyskał stopień oficerski w szwajcarskich siłach zbrojnych. Jest autorem publikacji poświęconych historii wojskowości, prawom człowieka i zarządzaniu konfliktami.
Od 1990 związany ze szwajcarską dyplomacją w ramach Federalnego Departamentu Spraw Zagranicznych. Pełnił różne funkcje na placówkach w Izraelu i Mozambiku, w strukturze departamentu oraz w Szwajcarskiej Agencji ds. Rozwoju i Współpracy (w latach 2015–2017 był zastępcą jej dyrektora generalnego). W latach 2010–2015 zajmował stanowisko stałego przedstawiciela Szwajcarii przy OBWE
W lipcu 2017 został sekretarzem generalnym Organizacji Bezpieczeństwa i Współpracy w Europie, zastępując na tej funkcji Lamberta Zanniera. Stanowisko to zajmował do 2020. W 2021 powołany na dyrektora GCSP w Genewie, centrum badawczego zajmującego się sprawami bezpieczeństwa